# Campeonato Mundial Juvenil de Béisbol de 2006
La Campeonato Mundial Juvenil de Béisbol 2006 fue una competición de béisbol internacional que se disputó en Sancti Spíritus, Cuba organizado por la IBAF.

## Posiciones finales
| Pos | Equipo         |
| --- | -------------- |
|     | Corea del Sur  |
|     | Estados Unidos |
|     | Canadá         |
| 4°  | México         |